# Stellar Airways
Stellar Airways est une compagnie aérienne congolaise (RDC). Stellar Airways a son siège à Gombe, Kinshasa. Stellar Airways possède un Airbus A320-200 et est, comme toutes les autres compagnies congolaises, interdite de vol dans l'Union européenne. Elle assure des vols depuis l'aéroport international de Kinshasa-Ndjili.